# Richard H. Vose
Richard H. Vose (* 8. November 1803 in Augusta, Kennebec County, heutiges Maine, damals  Massachusetts; † 19. Januar 1864)  war ein US-amerikanischer Politiker und 1841 kommissarischer Gouverneur des Bundesstaates Maine.

## Werdegang
Richard H. Vose besuchte das Bowdoin College, wo er 1822 graduierte. Er studierte dort Jura und eröffnete dann Anwaltsbüros in Worcester (Massachusetts) und Augusta (Maine). Vose entschied sich 1824 eine politische Laufbahn einzuschlagen, als er erfolgreich um einen Sitz im Repräsentantenhaus von Maine kandidierte. Er bekleidete diesen Posten 1835, 1838 und 1839 wieder. Ferner diente er zwischen 1840 und 1841 im Senat von Maine, von dem er 1841 Senatspräsident war. Am 12. Januar 1841 trat Gouverneur John Fairfield von seinem Posten zurück und Vose, der damals schon Senatspräsident war, übernahm daraufhin dessen Amtsgeschäfte. Er hatte dieses Amt bis zum 13. Januar 1841 inne, als der neue Gouverneur Edward Kent gewählt wurde und sein Amt antrat. Daraufhin nahm Vose seinen Senatsposten wieder ein. Später war er von 1848 bis 1856 als Bezirksstaatsanwalt für das Kennebec County tätig.
Richard H. Vose war mit Harriet Chandler verheiratet. Das Paar hatte zwei gemeinsame Kinder.